# 下霍羅德尼克鄉
47°47′0″N 25°48′0″E / 47.78333°N 25.80000°E
下霍羅德尼克鄉（羅馬尼亞語：Comuna Horodnic de Jos, Suceava），是羅馬尼亞的鄉份，位於該國東北部，由蘇恰瓦縣負責管轄，面積25平方公里，海拔高度416米，2007年人口2,525，人口密度每平方公里100人。